# Крик (картина Мунка)
«Крик» (норв. Skrik) — созданная в промежутке между 1893 и 1910 годами серия картин норвежского художника-экспрессиониста Эдварда Мунка. На них изображена кричащая в отчаянии человеческая фигура на фоне кроваво-красного неба и крайне обобщённого пейзажного фона. В 1895 году Мунк создал литографию на тот же сюжет.
«Крик» как эмблема экспрессионизма служит своего рода прелюдией к искусству XX века, предвещая ключевые для модернизма темы одиночества, отчаяния и отчуждения. Словно бы заглянув в грядущее столетие мировых войн, революций и экологических бедствий, автор, кажется, отрицает саму возможность какого-либо их преодоления, или трансцендентности.

## Описание
Фигура кричащего примитивизирована до такой степени, что напоминает различным комментаторам скелет, эмбрион или сперматозоид. Волнообразные линии пейзажа, будто эхо, повторяют закруглённые контуры головы и широко раскрытого рта — как если бы звук крика отдавался повсюду. Негативная эмоция субъекта, таким образом, подминает под себя окружающий мир, приобретая вселенский размах. Возможно и обратное прочтение: человек агонизирует по поводу раздающегося отовсюду, как выразился сам художник, «крика природы».

## История
В фоновом пейзаже «Крика» угадывается вид Осло-фьорда с холма Экеберг в Христиании.
Изначальное название на немецком, данное Мунком картине, было «Der Schrei der Natur» («Крик природы»). На страницах своего дневника в записи «Ницца 22.01.1892» Мунк так описывает источник своего вдохновения:
Я шёл по тропинке с двумя друзьями — солнце садилось — неожиданно небо стало кроваво-красным,  я приостановился, чувствуя изнеможение, и опёрся о забор — я смотрел на кровь и языки пламени над синевато-чёрным фьордом и городом — мои друзья пошли дальше, а я стоял, дрожа от волнения, ощущая бесконечный крик, пронзающий природу.
Художник предпринял несколько попыток запечатлеть на полотне поразившую его картину; о вынашивавшихся им планах изобразить запомнившийся ему закат сообщали его друзья и знакомые. Первой из них стала картина «Отчаяние» (поначалу известная как «Настроение на закате»), выполненная в относительно реалистической манере и больше напоминающая набросок: похожий на самого Мунка человек в шляпе с низкой тульей стоит у перил моста на фоне кровавого неба, двое других мужчин в цилиндрах удаляются прочь. В другом варианте центральная фигура напоминает главного героя картины «Меланхолия»: опущенная голова, очерченные тёмными кругами глаза. Очевидно, художник долго не мог найти подходящий образ, способный выразить охвативший его тогда ужас. Наконец, в 1893 году он пишет новый вариант картины, который в конце концов и войдёт в историю под названием «Крик»: относительно реалистическое изображение человека сменяет искажённая, бесполая фигура, напоминающая скелет. В первый раз она, как и предыдущие варианты, выставлялась под названием «Отчаяние», но позднее вошла в историю под названием «Крик». Сам Мунк дал ей немецкоязычное название «Der Schrei der Natur» («Крик природы»). Биограф Мунка Атле Нэсс осторожно предполагает, что окончательный выбор названия был подсказан стихотворением Вильгельма Крага «Крик», а также его стихотворным комментарием к «Настроению на закате», в котором он (независимо от Мунка) написал об «ужасном крике, разносящемся над забытым Богом миром».
В литературе высказываются разные версии относительно обстоятельств создания «Крика». Биограф Мунка Сью Придо отмечает, что близ Экеберга располагалась крупнейшая скотобойня Осло, неподалёку от неё находилась психиатрическая клиника, в которой лечилась младшая сестра Мунка, Лаура. Хотя исследовательница избегает однозначных заявлений на этот счёт, она, тем не менее, замечает: «Говорили, что крики забиваемых животных, смешивавшиеся с воплями душевнобольных, были невыносимы». В 2003 году группа астрономов выдвинула предположение, что ярко-алый цвет неба, так поразивший художника, был вызван извержением вулкана Кракатау в 1883 году. Мощнейший взрыв привёл к выбросу в атмосферу огромного количества вулканического пепла, из-за которого в течение последующих нескольких лет по всему миру наблюдались особенно яркие «красные сумерки». Исследователи пишут, что это явление было замечено многими и отмечалось в норвежских газетах. Искусствоведы и биографы Мунка, тем не менее, призывают относиться к таким данным с осторожностью, так как не известно в точности, когда именно состоялся записанный в Ницце эпизод, к тому же творчество Мунка тяготеет к экспрессионистской, а не реалистической манере. В 2018 году метеорологи из США и Великобритании высказали версию о том, что форма и цвет облаков на картине напоминают перламутровые облака, и если это так, то картина Мунка — одно из первых изображений такого типа облаков.
В 1978 году искусствовед Роберт Розенблюм предположил, что странное бесполое существо на переднем плане могло быть навеяно видом перуанской мумии цивилизации чачапойя, которую Мунк, возможно, видел на Всемирной выставке в Париже в 1889 году. Мумия, скрюченная в позе эмбриона, с открытым ртом и прижатыми к щекам руками, также поразила воображение Поля Гогена (он сделал с неё серию набросков); предполагается, что она послужила прообразом для центральной фигуры на картине «Человеческое горе» и старухи в левой части картины «Откуда мы пришли? Кто мы? Куда мы идём?». Недавно итальянский антрополог высказал мнение, что Мунк, возможно, видел другую мумию во флорентийском музее, ибо она больше напоминает фигуру на картине.
Впервые «Крик» (тогда ещё под названием «Отчаяние») был представлен публике на берлинской выставке в декабре 1893 года. Он завершал собой небольшую серию картин под названием «Любовь» («Die Liebe») — предшественницу более масштабного, но развивающего ту же тематику «Фриза жизни». Помимо «Крика», в неё вошли такие картины, как «Голос», «Поцелуй» и «Ревность», «документировавшие» рождение, расцвет и гибель любви и приходящее следом отчаяние. Выставка была встречена непониманием и получила преимущественно негативные отзывы от критиков, однако удостоилась восхищённых комментариев от таких деятелей искусства, как Станислав Пшибышевский.

## Версии «Крика» и их местонахождение
Мунк создал четыре версии «Крика», используя различные техники:
- В музее Мунка представлен один из двух вариантов, выполненных маслом, и одна пастель.
- В Национальном музее Норвегии выставлена наиболее знаменитая, вторая по счёту версия (илл. в карточке). Она написана маслом. В верхнем левом углу этой версии есть надпись на норвежском, нацарапанная карандашом, которая переводится как «такое мог нарисовать только сумасшедший». Есть разные теории относительно авторства надписи, одна из которых приписывает её вандалам. Однако норвежская исследовательница Май Бритт Гуленг на основе анализа с помощью инфракрасного сканирования и сопоставления надписи с дневниками и письмами Мунка сделала вывод о принадлежности фразы самому художнику[17].
- Единственная версия сюжета, остающаяся в частных руках, выполнена пастелью. Картина принадлежит американскому инвестору Леону Блэку, купившему её на аукционе 2 мая 2012 года у норвежского миллиардера Петтера Олсена за рекордные в тот момент 119 922 500 долларов США[18][19][20][21].

- Версии
- Отчаяние (1892, Тильская галерея)
- Крик (1893, пастель, Музей Мунка)
- Крик (1893, Национальный музей в Осло)
- Меланхолия (1894, Музей Мунка)
- Тревога (1894, Музей Мунка)
- Крик (1895, пастель, частная коллекция)
- Крик (литография, 1895)
- Крик (1910, Музей Мунка)

## Кражи
Картины «Крик» неоднократно становились предметами краж и их попыток. В результате этих преступлений картинам был нанесён вред.

### Кража в 1994 году
12 февраля 1994 года, в день открытия Зимних Олимпийских игр в Лиллехаммере, двое мужчин проникли в Национальную галерею в Осло и украли картину «Крик», оставив записку: «Спасибо за плохую охрану». Из-за мероприятий, связанных с Олимпиадой, картина была перенесена в галерею на втором этаже. После того, как в марте 1994 года Национальная галерея отказалась выплатить выкуп в размере 1 миллиона долларов США, норвежская полиция при участии британской полиции (SO10) и музея Гетти провела спецоперацию, и 7 мая 1994 года картина была найдена в целости и сохранности. В январе 1996 года четыре человека были осуждены за её кражу, в том числе Поль Энгер, который уже был в 1988 году осуждён за кражу «Вампира», другой картины Мунка. Но по результатам апелляции они были освобождены, помогло этому то обстоятельство, что британские агенты, участвовавшие в спецоперации, въехали в Норвегию под вымышленными именами.

### Кража 2004 года
22 августа 2004 года была украдена версия «Крика» 1910 года из музея Мунка в Осло вместе с его же «Мадонной». Произошло это в светлое время суток, когда преступники в масках вошли в музей и совершили кражу. Прохожему удалось сфотографировать грабителей, когда те бежали к своей машине с украденными картинами. 8 апреля 2005 года норвежская полиция арестовала подозреваемого в связи с кражей, но картины пропали без вести. Ходили слухи, что они были сожжены ворами, чтобы скрыть улики. 1 июня 2005 года, когда четверо подозреваемых уже находились под стражей по обвинению в краже произведений Мунка, городские власти Осло объявили о вознаграждении в размере 2 миллионов норвежских крон (примерно 313 500 долларов США или 231 200 евро) за информацию, которая могла бы помочь найти картины. В начале 2006 года перед судом предстали шестеро мужчин, которым были предъявлены различные обвинения — либо в содействии планированию, либо в участии в ограблении. В мае того же года трое были осуждены и приговорены к тюремному заключению на срок от четырёх до восьми лет, а двое из осужденных, Бьорн Хоэн и Петтер Таральдсен, также были приговорены к выплате городу Осло компенсации в размере 750 миллионов крон (примерно 117,6 млн долларов США или 86,7 млн евро). Музей Мунка был закрыт на 10 месяцев для проведения капитального ремонта.
31 августа 2006 года норвежская полиция объявила о том, что в ходе полицейской операции были найдены «Крик» и «Мадонна», но подробности обстоятельств обнаружения не разглашались. Сообщалось, что картины находились в лучшем, чем ожидалось, состоянии. «Мы на 100 % уверены, что это оригиналы», — заявил на пресс-конференции начальник полиции Ивер Стенсруд. Директор музея Мунка Ингебьёрг Идстье подтвердила удовлетворительное состояние картин, заявив, что оно намного лучше, чем ожидалось, и что повреждения можно устранить. У «Крика» влагой был повреждён нижний левый угол, а у «Мадонны» было несколько разрывов на правой стороне картины, а также две дыры в руке Мадонны. 27 сентября 2006 года, перед началом реставрации, музей Мунка выставил эти картины на всеобщее обозрение. В течение последующих пяти дней их увидели около 5500 посетителей. 23 мая 2008 года восстановленные работы вернулись в экспозицию музея Мунка в рамках открытия выставки «Крик и Мадонна — возвращённые». Некоторые повреждения, нанесённые «Крику» оказалось невозможным исправить, но общая целостность работы не была нарушена.
В 2008 году компания Idemitsu Petroleum Norge AS выделила 4 миллиона норвежских крон на сохранение, исследование и презентацию «Крика» и «Мадонны».

## В культуре

### Переосмысления и использование образа в массовой культуре
Ко второй половине XX века «Крик» стал поистине «иконическим» образом и с тех пор неоднократно переосмыслялся и пародировался.
Энди Уорхол выполнил серию принтов-копий «Крика» в нескольких цветах. Другому представителю поп-арта, Эрро, принадлежат два коллажа, пародийно переиначивающих работу Мунка («Второй крик», 1967, и «Дин-дон», 1979). Этот образ много раз использовался в рекламе, комиксах, теле- и мультсериалах и кино. Знаменитая маска из фильма «Крик» была вдохновлена картиной с тем же названием, является популярным предметом карнавального костюма. Внешний вид представителей инопланетной расы Тишина (Silence) из культового сериала «Доктор Кто» также был навеян персонажем с картины Мунка. Репродукция картины использовалась для обложки книги Артура Янова «Первичный крик», в дизайне альбомов групп Morgen (Morgen, 1969), Red Lorry Yellow Lorry (This Today EP, 1984), Clair Obscur (La cassette noire, 1982) и других.

#### Прочее
- В первой серии аниме-сериала «Крутой учитель Онидзука» лицо главного героя, Эйкити Онидзуки, искажается от ужаса, как на картине, после того, как стажирующийся вместе с ним учитель говорит ему, что благодаря своей работе он сможет и в 40 лет женится на 16-тилетней.
- Один из главных героев манги и аниме Another, Юя Мотидзуки, является большим поклонником Мунка и вдохновляется «Криком» для написания собственной картины.

- В массовой культуре
- «Тишина» из сериала «Доктор Кто»
- Пиктограмма Министерства энергетики США для радиоактивных отходов[45]
- Эмодзи 😱 U+1F631 «Кричащее от ужаса лицо»[46]
- Та самая маска из фильма ужасов «Крик» является весьма популярным предметом карнавального костюма